# Nerax camposianus
Nerax camposianus là một loài ruồi trong họ Asilidae. Nerax camposianus được Curran miêu tả năm 1931. Loài này phân bố ở vùng Tân nhiệt đới.